# وبگاه بازپرداخت نقدی
وبگاه‌های بازپرداخت نقدی نوعی وبگاه پاداش‌دهی هستند که به اعضای خود درصدی از پولی را که هنگام خرید کالا و خدمات از طریق لینک‌های آشناسازی خرج می‌کنند، پرداخت می‌کنند.